# Сельское поселение Павловка
Сельское поселение Павловка — муниципальное образование в Красноармейском районе Самарской области.
Административный центр — село Павловка.

## Административное устройство
В состав сельского поселения Павловка входят:
- село Павловка,
- посёлок Монастырский,
- посёлок Соляниха,
- деревня Хомяковка.